# トムヤムクン

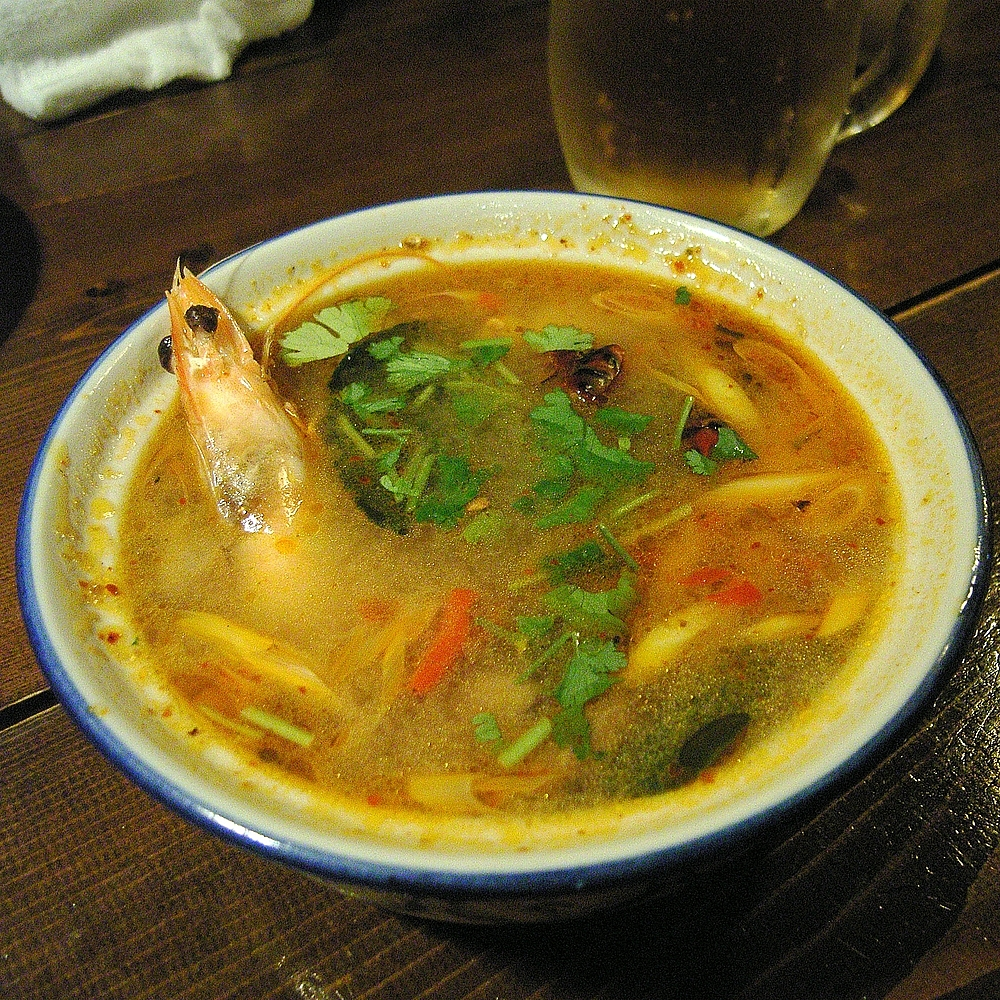
トムヤムクン

トムヤムクン（ต้มยำกุ้ง, Tom yam kung）は、タイ王国のスープ料理。タイ料理の中で最もよく知られているものの1つで、世界三大スープの1つとされている。日本ではトムヤンクンとも表記される。

## 概要
唐辛子による辛味、タマリンドやマナオ（メキシカンライム）などによる酸味、そしてレモングラスやバイマックルー（コブミカンの葉）などによる香りが特徴的なスープ。
料理名はタイ語で「エビ入りトムヤムスープ」を意味する言葉で、トム（ต้ม）は「煮る」、ヤム（ยำ）は「和える」、クン（กุ้ง）は「エビ」という意味を持つ。
エビ以外の食材を用いていれば料理名も変わり、鶏肉であればトムヤムガイ（ต้มยำไก่）、魚肉であればトムヤムプラー（ต้มยำปลา）、イカであればトムヤムプラームック（ต้มยำปลาหมึก）となる。
またココナッツミルクの有無により、こってりとして見た目も乳濁しているナムコン（น้ำข้น, nam khon）と、さっぱりとして見た目も淡麗なナムサイ（น้ำใส, nam sai）とに分かれる。前者はハーブ類による味付けがマイルドになる代わりにコクが増し、後者はハーブ類の風味と酸味が強調される。
世界三大スープの1つとされるが、『美味しんぼ』の原作者である雁屋哲は、友人で食文化研究家の森枝卓士が広めたと主張している。ちなみに、後の2つはブイヤベースとフカヒレのスープとされることが多い（いずれかの代わりにボルシチが入る場合もある）。
2024年にユネスコの無形文化遺産として登録された。